# Вьёй-Сен-Жирон
Вьёй-Сен-Жирон (фр. Vielle-Saint-Girons) — коммуна на юго-западе Франции в департаменте Ланды (регион Аквитания).
Коммуна Вьёй-Сен-Жирон расположена в Маренсене, историческом крае на территории природной области Гасконские Ланды, в заповедных ландских лесах между побережьем Атлантического океана и прудом Леон (étang de Léon). Пляжи Вьёй-Сен-Жирон включены в вереницу курортов, получивших название французского Серебряного берега.
В XIII веке селение Сен-Жирон, находившееся на этом месте, обладало статусом совте и служило прибежищем, на котором не действовали светские законы.
Коммуна была образована между 1790 и 1794 годами путём слияния двух недолго существовавших коммун — Vielle и Saint-Girons.
Таким образом, в настоящее время коммуна состоит из двух посёлков — Вьёй и Сен-Жирон.
На территории коммуны находится один из производственных филиалов французского предприятия DRT (заготовка древесной смолы и терпенов).
В обоих районах коммуны имеются церкви. В непосредственной близости от посёлка Вьёй протекает ручей Уше на своём пути к океану.